# Welsbach-Patent
Als Welsbach-Patent wird das US-Patent 5003186 bezeichnet, welches das Ausbringen von speziellen Partikeln in der Erdatmosphäre zur Milderung der globalen Erwärmung beschreibt. Das Patent wurde im Jahr 1990 von David B. Chang und I-Fu Shih, die bei der Hughes Aircraft Company arbeiteten, angemeldet und 1991 veröffentlicht.

## Behauptetes Wirkprinzip

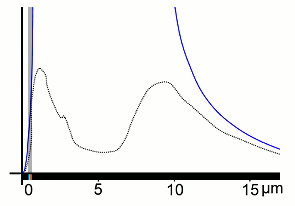
Emissionsspektrum eines Glühstrumpfs (schwarz) im Vergleich zum Schwarzkörperspektrum (sichtbarer Bereich grau hinterlegt); ein ähnliches Spektrum sollen die im Text des Welsbach-Patents beschriebenen Partikel haben

Der Name des Patents geht auf den im Jahr 1885 von Carl Auer von Welsbach erfundenen Glühstrumpf zurück. 
Die Grundidee des Patents ist, dass Flugzeuge staubförmige Partikel verteilen könnten, die ein Emissionsspektrum wie das Material eines Glühstrumpfs haben. Im sichtbaren Bereich ist der Emissionsgrad dieses Materials hoch, im nahen Infrarot niedrig und im fernen Infrarot hoch (siehe Grafik). Die Erfinder glaubten, derartige Partikel würden die Wärmestrahlung der Erde, die überwiegend fernes Infrarot enthält, absorbieren und die so aufgenommene Energie zumindest teilweise in Form von sichtbarem Licht abgeben. Sichtbares Licht wird durch Treibhausgase kaum gedämpft, sodass der Treibhauseffekt reduziert werden würde, wenn die Partikel im Wellenlängenbereich des fernen Infrarots mehr Energie absorbieren als sie ebendort emittieren.

## Zweifel an der Umsetzbarkeit
Laut dem Kirchhoffschen Strahlungsgesetz geht ein hoher Emissionsgrad mit einem hohen Absorptionsgrad einher und umgekehrt. Die Partikel mit dem vorgeschlagenen Emissionsspektrum würden daher, da sie die Wärmestrahlung der Erde absorbieren sollen, wie ein Treibhausgas wirken. Rein passive Körper, die über keine Energiequelle verfügen und mit der Umgebung im lokalen thermodynamischen Gleichgewicht sind, können nicht einzelne Wellenlängenbereiche aus der sie umgebenden Gleichgewichtsstrahlung verstärken oder in andere Wellenlängenbereiche verschieben, denn das widerspräche dem Zweiten Hauptsatz der Thermodynamik. Das Plancksche Strahlungsgesetz liefert eine obere Schranke für die Wärmestrahlung, die ein Körper bei gegebener Temperatur in einem bestimmten Wellenlängenbereich abgeben kann, wenn er ausschließlich aufgrund seiner Temperatur elektromagnetische Wellen emittiert. Bei Temperaturen, wie sie in der Erdatmosphäre auftreten, ist der Anteil von sichtbarem Licht, den ein rein thermischer Strahler maximal abgeben kann, laut Planckschem Strahlungsgesetz vernachlässigbar klein.
Wenn die vorgeschlagenen Partikel auch nur etwas mehr sichtbares Licht erzeugen könnten, als das Plancksche Strahlungsgesetz erlaubt, dann könnte dieses Licht z. B. mittels einer Photovoltaikanlage in elektrische Energie umgewandelt werden. Damit würde aus Umgebungswärme Nutzenergie gewonnen, was ein Perpetuum mobile zweiter Art wäre. Eine Realisierung der Erfindung, so wie sie im Patenttext beschrieben ist, scheint daher physikalisch nicht möglich zu sein.

## Rezeption
In einer Studie des Kiel Earth Institute über Geoengineering wird das Welsbach-Patent zu den „Vorschläge[n] zur technologischen Umsetzung des stratosphärischen Aerosol-Schildes“ gezählt, ohne auf die patentierte Idee näher einzugehen.
Ein Artikel in der Online-Ausgabe des Focus befasst sich kritisch mit dem Welsbach-Patent und kommt zu dem Schluss, dass das patentierte Verfahren eher zu einer „Erwärmung der Erde statt zu ihrer Abkühlung“ führen würde. Im P.M. Magazin wurde das Welsbach-Patent erwähnt und darauf hingewiesen, dass es keine Beweise dafür gebe, dass das patentierte Verfahren tatsächlich angewandt wird.
2004 erschien in der Zeitschrift Raum & Zeit der Artikel „Die Zerstörung des Himmels“, in dem Chemtrails auf das Welsbach-Patent zurückgeführt werden. Diese Einschätzung teilten Vertreter der Chemtrailtheorie in einem Protestbrief an das Umweltbundesamt von Deutschland, in dem sie das Welsbach-Patent unter die ihrer Ansicht nach seriösen Quellen einordneten. In einer Stellungnahme des Schweizer Bundesamts für Zivilluftfahrt heißt es, die Entstehung der Chemtrail-These stehe mit dem Welsbach-Patent in Zusammenhang, aber es gebe keine Beweise und es sei unwahrscheinlich, dass entsprechende Sprüheinsätze von Flugzeugen tatsächlich stattfinden.
Winfried Petzold von der Nationaldemokratischen Partei Deutschlands (NPD) stellte 2005 bis 2006 als Abgeordneter im Sächsischen Landtag fünf kleine Anfragen an die Sächsische Staatsregierung, in der er unter Bezugnahme auf das Welsbach-Patent Auskünfte über die „Wahrscheinlichkeit gesundheitlicher Folgeschäden infolge klimatischer Manipulation und Wetterbeeinflussung durch Kontaminierung der Atmosphäre mit sobezeichneten Welsbach-Partikeln“ verlangte. In Österreich ist das  Welsbach-Patent Gegenstand dreier parlamentarischer Anfragen, die von Abgeordneten der Freiheitlichen Partei Österreichs (FPÖ) zwischen 2007 und 2013 eingebracht wurden.